# 双带瓷螺
双带瓷螺（学名：Eulima bifasciata），是异足目瓷螺科瓷螺属的一种。主要分布于韩国、中国大陆、台湾，常栖息在潮间带至潮下带水深40米。